# Шнегг, Гастон
Гастон Шнегг (фр. Gaston Schnegg; 4 сентября 1866, Бордо — 25 ноября 1953, Париж) — французский скульптор и художник.

## Биография

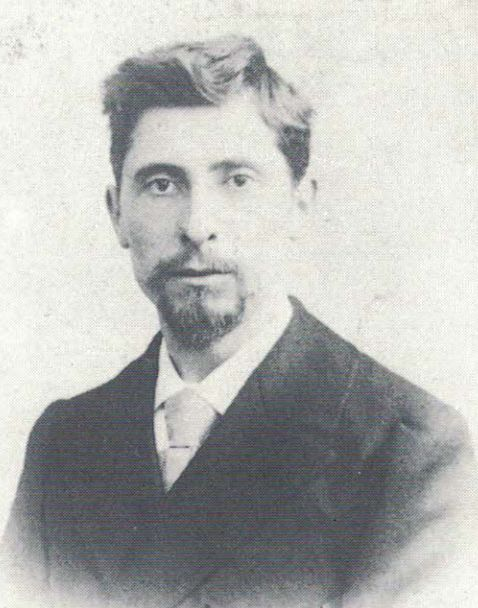
Гастон Шнегг в 1895 г

Родился в семье выходцев из Баварии, члены которой были краснодеревщиками. Его старший брат, Люсьен Шнегг (1864—1909), также был скульптором и художником.
Выиграв две премии за скульптуру в муниципальной школе рисунков города Бордо, в 1887 году переехал в Париж и, как и его брат, поступил в студию Александра Фальгьера в Школе изящных искусств. Их общая мастерская стала местом встречи молодых скульпторов — «группы Шнегга», движущей силой которой был Люсьен Шнегг, молодых талантливых французских мастеров: Шарля Деспио, Жанны Пупеле, Роберта Влерика, Альфреда Жана Ану и др. После смерти Люсьена Шнегга в 1909 году группа продолжала встречаться вокруг Гастона.
Первым крупным проектом Шнегга, примерно в 1886 г. было украшение двухэтажного фасада нового дома его родителей в Бордо: балконы, перемычки, маскароны, атланты. После этого он выполнял важные декоративные заказы, в частности для магазина Les Dames de France (сегодня Galeries Lafayette) в Бордо (1901—1903), отеля «Astoria» в Париже, вместе со своим братом Люсьеном (1907), отеля «Fruges» в Бордо (1916—1918).
В 1900 году завоевал бронзовую медаль на Всемирной выставке в Париже.
Более пятнадцати лет, параллельно со своим личным творчеством, Гастон Шнегг много работал на Огюста Родена. В 1898 году братья написали письмо  Родену, чтобы поддержать его против противников созданного им памятника Бальзаку.
Г. Шнегг редко создавал скульптуры в обнажённом виде, вопреки практике того времени. Он стремится передать чувства и характер своих моделей. Автор множества картин, успех которых позволил ему финансировать работу над своими скульптурами. Его скульптуры, как и картины, выражают гармонию, точность и трезвость, поиск экспрессии, атмосферы и красоты в повседневном окружении. Помимо портретов, интерьерных сцен, натюрмортов и сцен парижских улиц, он много писал на берегах Гаронны, прекрасно передавая тёплую и умиротворяющую атмосферу сельской местности.
Г. Шнегг с 1885 по 1927 год регулярно выставлял скульптуры и картины в Обществе друзей искусств в Бордо.